# Maglavit
Maglavit es una comuna ubicada en el distrito de Dolj, Rumania.

## Superficie
Posee una superficie de 101,6 kilómetros cuadrados.

## Demografía
Hasta 2021 la población era de 3938 habitantes, con una densidad de población de 38,77 habitantes por kilómetro cuadrado.